# جون ليندسي (لاعب كرة قدم)
جون ليندسي (بالإنجليزية: John Lindsay)‏ (8 أغسطس 1924 - 1991) هو لاعب كرة قدم بريطاني (وحمل سابقاً جنسية المملكة المتحدة لبريطانيا العظمى وأيرلندا) في مركز الظهير. لعب مع نادي إيفرتون ونادي بوري ونادي رينجرز ونادي ووستر سيتي وSouth Liverpool F.C. ‏.

## وصلات خارجية
- جون ليندساي على موقع قاعدة بيانات كرة القدم.إي يو (الإنجليزية)